# Jehay
Jehay (en wallon Djihé, prononcé Tchhè) est une section de la commune belge d'Amay, située en Wallonie dans la province de Liège, en Hesbaye.
La commune de Jehay-Bodegnée a été créée en 1822 par la fusion de Bodegnée et de Jehay. Elle fut dissoute le 1er janvier 1977, lorsque Bodegnée fusionna avec Verlaine et Jehay avec Amay.

## Géographie

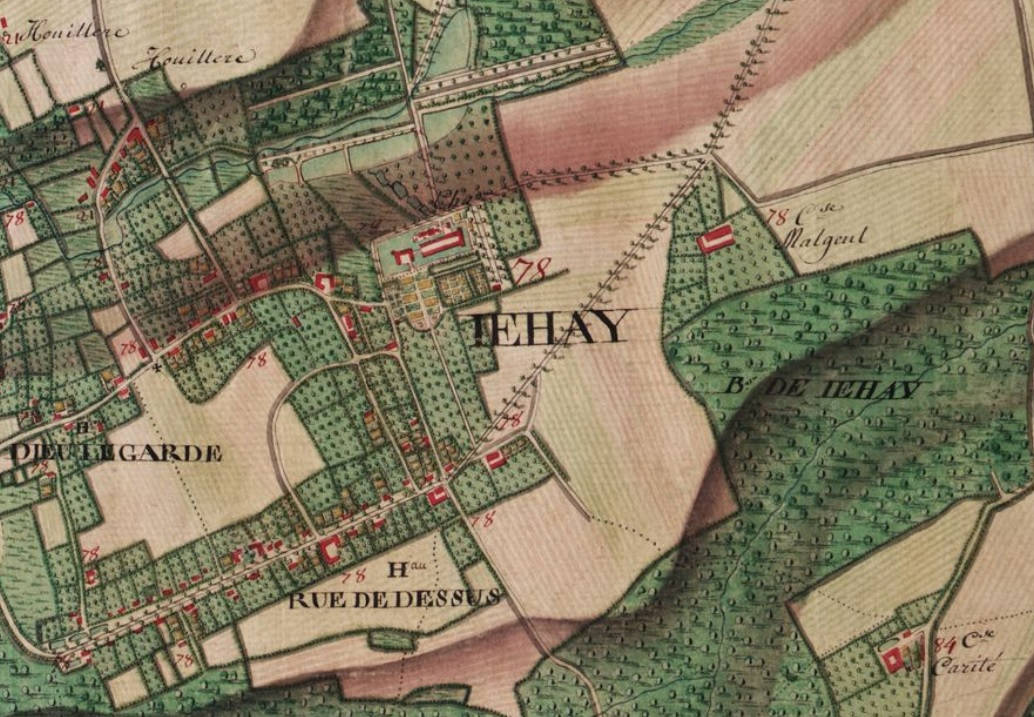
Le château de Jehay sur la carte de Ferraris (1778). Deux houillères y sont également mentionnées.

### Hameaux et lieux-dits
Bardahainnes, Bellevue, Champs des Oiseaux, Dieu le Garde, Hakenière, Malgueule, Motte, Paix-Dieu, Paquay, Saule Gaillard, Trois Pierres.

## Patrimoine et culture

### Patrimoine architectural
- Le Château de Jehay.
- L' Abbaye de la Paix-Dieu.
- Le Musée Communal d'Archéologie et d'Art religieux (voir en ligne).
- L’ancien pont du tramway vicinal (Rue Zenobe Gramme 2-22). Construit en 1912, il ne fut utilisé qu'à partir de 1923. La ligne n'est plus desservie depuis 1940.
- Chapelle Notre-Dame de Bon Secours (1910).
- La maison natale de Zénobe Gramme.
- La ferme Marchandise (Rue du Tambour 4).
- La source de saint Gérard.
- Les anciennes houillères.

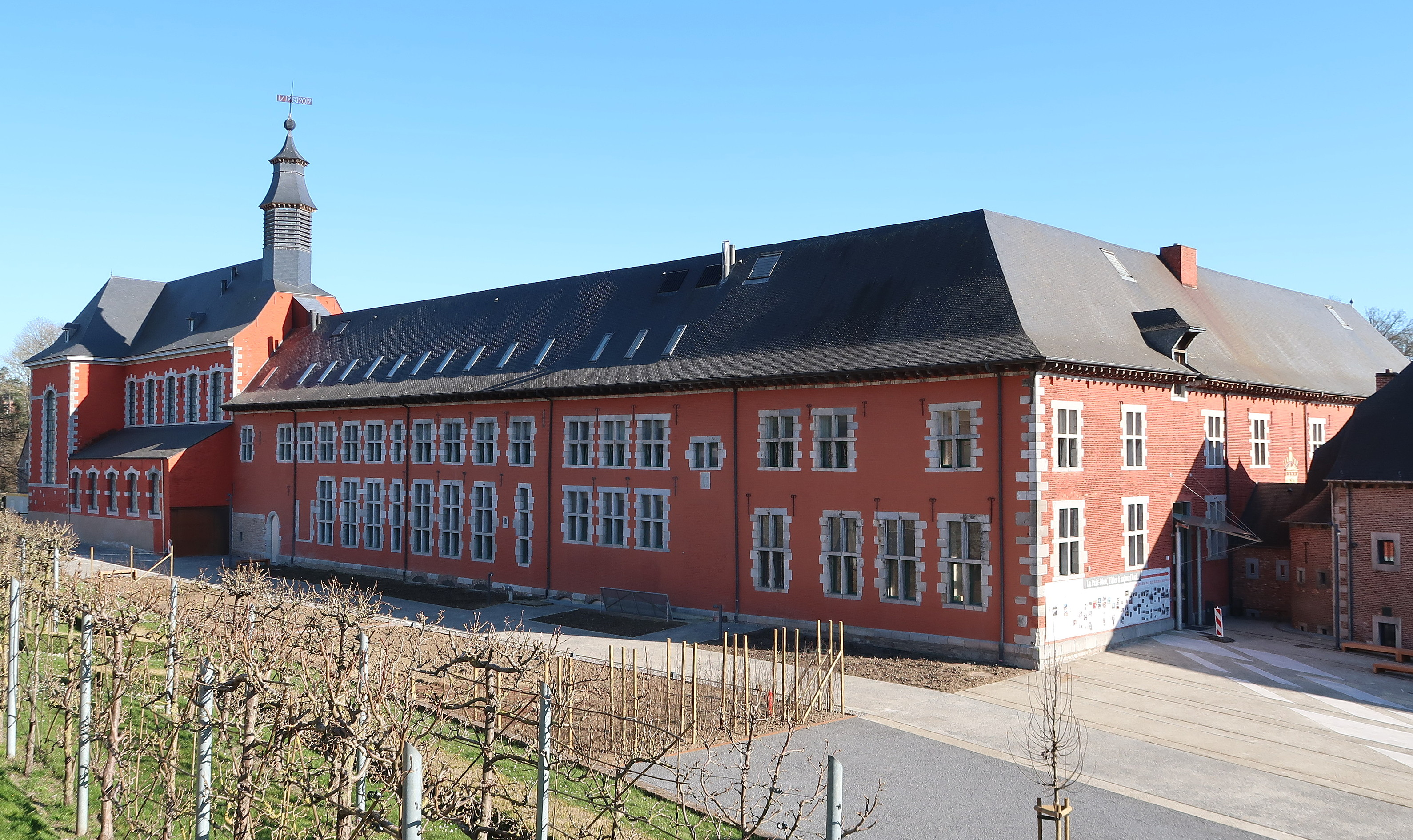
Abbaye de la Paix-Dieu.

## Personnalité
- Zénobe Gramme (1826-1901) est né à Jehay.